# Dario Savio
Dario Savio (Genova, 18 dicembre 1912 – Genova, 2 marzo 1998) è stato un calciatore italiano.

## Carriera
Iniziò la sua carriera nella squadra in cui aveva giocato anche nelle giovanili, il Genova 1893, dove disputò 16 partite del campionato di Serie A, segnando 2 reti. Esordì nell'ottobre del 1931 nella partita Genova - Modena, finita 3-0 per i grifoni.
Nel 1934 arrivò al Vigevano, negli anni della Serie B, e fu ceduto solo quando la squadra, arrivata al 16º posto, si ritrovò a scendere di categoria, per poi cambiare il nome in A.C. Vigevano.
Dal 1936 al 1938 militò nell'Atalanta, periodo nel quale supera per la prima ed unica volta le 10 reti con la stessa maglia, arrivando a 15 gol in 52 presenze (di cui 11 in 29 partite nella stagione 1936-37). Chiuse la sua carriera in Serie C con le esperienze nel Savona, nel Casale e nell'Asti.

## Palmarès

### Club

#### Competizioni nazionali
- Serie C: 1

Savona: 1938-1939